# Hansesprache

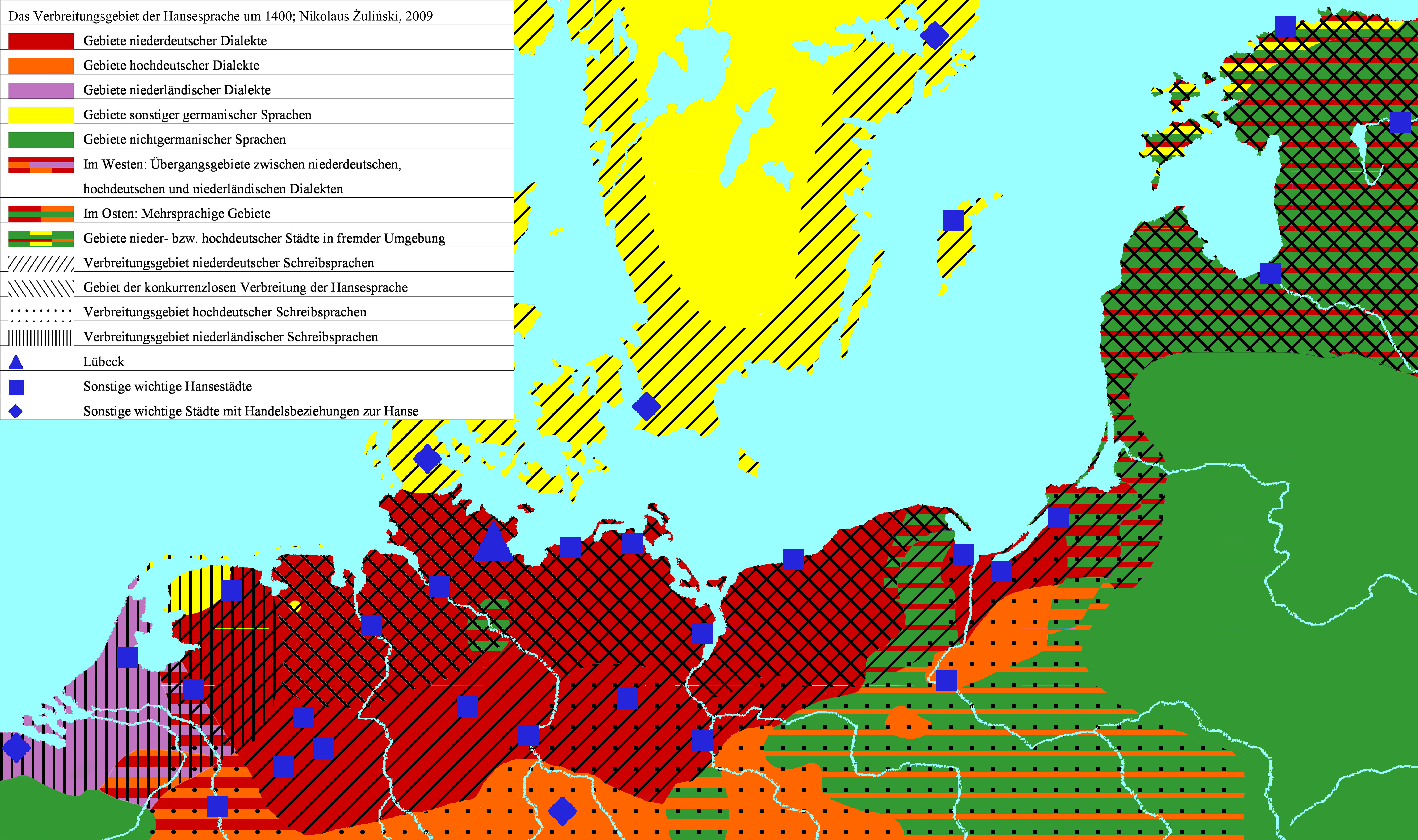
Das Verbreitungsgebiet der Hansesprache um 1400

Unter Hansesprache versteht man die mittelniederdeutsche Verkehrssprache, die etwa vom 12. oder 13. bis zum Anfang des 16. Jahrhunderts, also zur Zeit der Hanse, im Nord- und Ostseeraum als überregionales Verständigungsmittel diente. Sie war vor allem als Handelssprache, Rechtssprache, Sprache der Diplomatie und Literatursprache von Bedeutung. Robert Peters stellt fest, dass die „Lübecker Ausgleichssprache“, wie er sie nennt, „eine über den Mundarten liegende gesprochene Verkehrssprache“ war, deren Wortschatz nur wenig von den umgebenden skandinavischen und ostseeslawischen Sprachen und dem Russischen geprägt war, wobei dessen Gebrauch sich auch noch teilweise auf die entsprechenden Hanseniederlassungen, etwa in Bergen oder Nowgorod, beschränkte.